# Trayang
Trayang is een bestuurslaag in het regentschap Nganjuk van de provincie Oost-Java, Indonesië. Trayang telt 2818 inwoners (volkstelling 2010).